# Maplewood (Misuri)
Maplewood es una ciudad ubicada en el condado de San Luis en el estado estadounidense de Misuri. En el Censo de 2010 tenía una población de 8046 habitantes y una densidad poblacional de 1.990,12 personas por km².

## Geografía
Maplewood se encuentra ubicada en las coordenadas 38°36′43″N 90°19′27″O / 38.61194, -90.32417. Según la Oficina del Censo de los Estados Unidos, Maplewood tiene una superficie total de 4.04 km², de la cual 4.04 km² corresponden a tierra firme y (0%) 0 km² es agua.

## Demografía
Según el censo de 2010, había 8046 personas residiendo en Maplewood. La densidad de población era de 1.990,12 hab./km². De los 8046 habitantes, Maplewood estaba compuesto por el 74.15% blancos, el 17.2% eran afroamericanos, el 0.25% eran amerindios, el 3.47% eran asiáticos, el 0.14% eran isleños del Pacífico, el 1.33% eran de otras razas y el 3.47% pertenecían a dos o más razas. Del total de la población el 3.82% eran hispanos o latinos de cualquier raza.